# Drivenow
DriveNow är ett företag som säljer tjänster inom biluthyrning. Företaget är ett samriskföretag med biltillverkaren BMW och biluthyrningsföretaget Sixt grundat 2011 i München i Tyskland. 2015 hade företaget över 5 000 fordon i sju länder och över 800 000 kunder. Företaget beskriver sin verksamhet som en "bildelningstjänst". 
Drivenows biluthyrning styrs inte av regler av slaget "hämta här, lämna där" på bestämda platser. Företaget tillåter sina kunder parkera fritt var de vill inom företagets verksamhetsområde, i regel i samma stad bilen hyrdes. Bilarna lokaliseras av kunderna själva genom en app som Drivenow tillhandahåller. Genom appen sköter kunden reservation, kontroll av bränsle för fossildrivna bilar och batteriets laddningstillstånd för eldrivna bilar, och bilen låses upp med antingen mobiltelefonen eller kundkortet.
Den nordamerikanska motsvarigheten, startad av BMW, heter Reachnow och startades 2016 med ett kundunderlag 2017 på över 40 000 stycken.
Drivenow lämnade 31 oktober 2018 Stockholm och därmed den svenska marknaden efter en förlust på 69 Mkr.

## Weblinks
- Wikimedia Commons har media som rör Drivenow.
- Officiell webbplats